# Bet-Guvrin-Marissa-Nationalpark
Koordinaten: 31° 36′ 1″ N, 34° 53′ 46″ O
Der Bet-Guvrin-Marissa-Nationalpark (hebräisch גַּן לְאֻמִּי בֵּית גֻּבְרִין – מָרֵאשָׁה Gan Ləʾummī Bejt Guvrīn – Mareschah, deutsch ‚Nationaler Garten Beit Guvrin – Marissa‘) ist ein israelischer Nationalpark im Süddistrikt Israels. Er wurde 1989 mit einer Fläche von 5,080 Quadratkilometern eingerichtet. Innerhalb dieses Gebiets liegen die Reste der beiden antiken Städte Eleutheropolis und Marissa. Bekannt ist der Nationalpark wegen seiner zahlreichen Höhlen, die von Besuchern betreten werden können. Am 22. Juni 2014 wurden die Höhlen in der Liste der UNESCO-Welterbe aufgenommen.

## Geographie
Der Nationalpark liegt etwa 30 Kilometer östlich der Stadt Aschkelon im Tiefland Judäas unweit der Grenze zum Westjordanland. Das Gelände des Nationalparks ist eingebettet in eine sanfte Hügellandschaft aus Kalkstein, die Höhen bis zu 400 Meter über dem Meeresspiegel erreicht. Der Nationalpark wird durch die Nationalstraße  geteilt. Im südlichen Teil liegt der Tel Marescha (Marissa) und seine Höhlen, im Norden finden sich die Überreste von Siedlungen aus der römisch-byzantinischen Periode und der Kreuzfahrer-Zeit.

## Archäologische Erforschung des Gebiets
In den Jahren 1898–1900 fanden im Auftrag der Palestine Exploration Fund umfangreichen Ausgrabungen durch die beiden Archäologen Frederick J. Bliss und R. A. S. Macalister in Marissa statt. Ab 1902 erfolgte sodann die Untersuchung zweier sidonischen Grabhöhlen durch die Archäologen Hermann Thiersch und John Punnett Peters im Südosten des Tell Marissa. In den 1960er und 1970er Jahren wurden weitere Untersuchungen u. a. durch den israelischen Geographen Yehoshua Ben Arieh durchgeführt. Unter Amos Kloner begannen 1989 weitere breit angelegte Ausgrabungen im Auftrag der israelischen Antikenbehörde, die 2000 abgeschlossen wurden. Kleinere Ausgrabungen folgten, die 2013 noch andauern.

## Sehenswürdigkeiten im Nationalpark
- Am Fuße des Tell Marissa liegt das sogenannte Columbarium (lateinisch Taubenschlag). Die unterirdische Anlage in der Form eines Doppelkreuzes verfügt über mehr als 2000 Wandnischen, in denen Tauben für ihr Fleisch und wertvollen Guano gezüchtet wurden. Lange ging man davon aus, dass es sich hier um eine Grabhöhle aus vorchristlicher Zeit handelt, in die, ähnlich wie bei römischen Nekropolen, Grabnischen nach Art eines Kolumbariums eingelassen sind. Mittlerweile sind Forscher von dieser Vorstellung abgerückt.[2][3]
- Im Weiteren befindet sich auf dem Gelände die sogenannte Badehöhle mit aus dem Fels gehauenen Wannen.[4]
- Beliebt wegen ihrer prächtigen Grabmalereien, die u. a. zahlreiche Tierdarstellungen und mythologische Darstellungen beinhalten, sind die Sidonischen Grabhöhlen. Sie stammen aus dem 3. und 2. Jahrhundert vor Christus, als die Bewohner Marissas ihre Toten gewöhnlich in Grabnischen bestatteten. Die Malereien wurden 1993 restauriert.[2]
- Unmittelbar nördlich der Nationalstraße 35 befinden sich einige Überreste des antiken Eleuteropolis, darunter ein römisches Amphitheater, das in byzantinischer Zeit als Marktplatz genutzt wurde, Reste einer Kreuzfahrerfestung und Teile eines römischen Badehauses.[5]
- Auf dem Gebiet der ehemaligen Stadt Eleuteropolis sind ferner die Glockenhöhlen zu besichtigen, die ihren Namen ihrer glockenähnlichen Form verdanken. Sie stammen aus byzantinischer bzw. früher muslimischer Zeit und dienten als unterirdische Steinbrüche. Die Glöckenhöhlen verfügen über zahlreiche Öffnungen an den Decken, durch die Tageslicht in das Höhlensystem eindringt.[2][4]

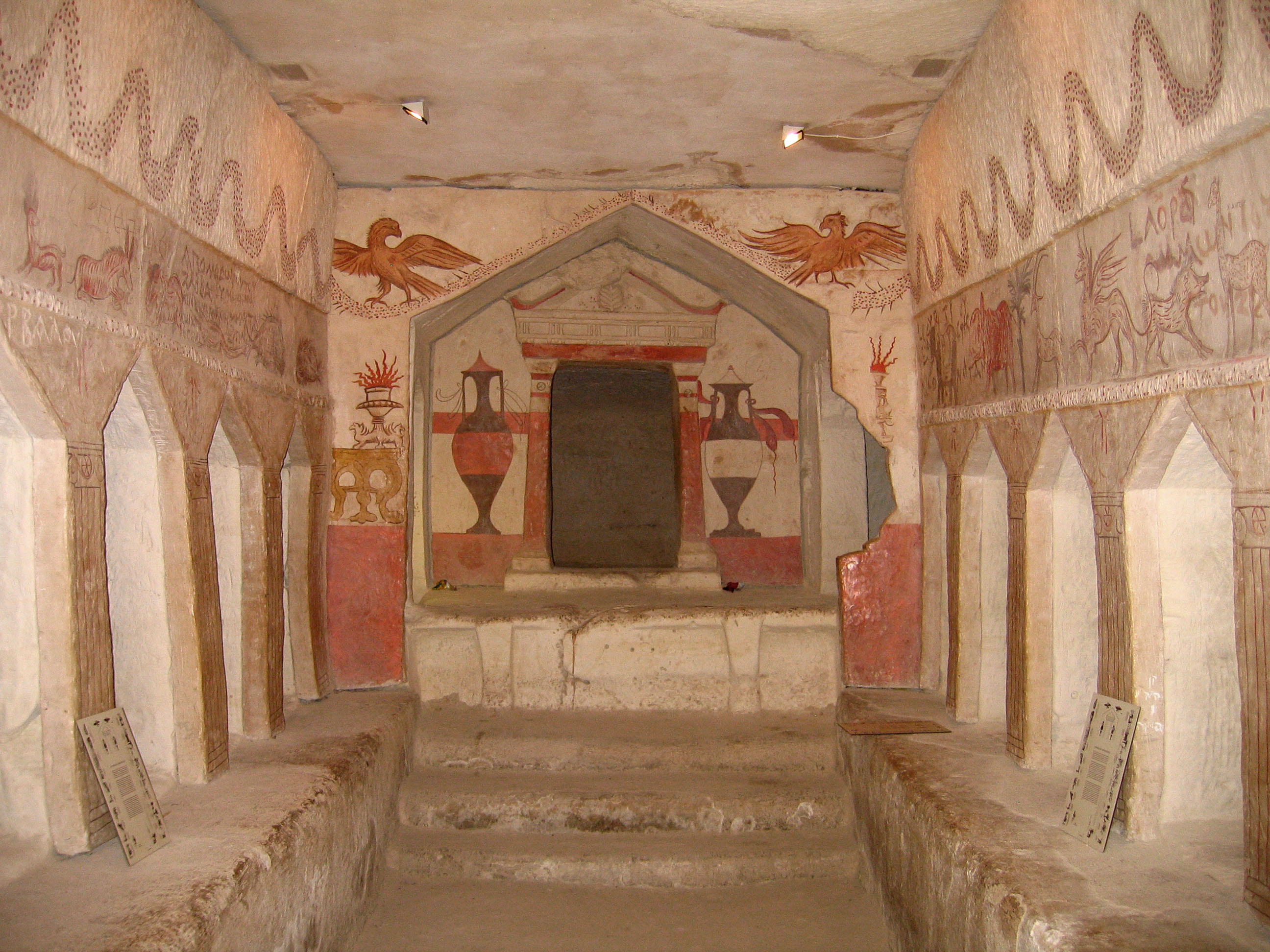
Malereien in den Sidonischen Gräbern
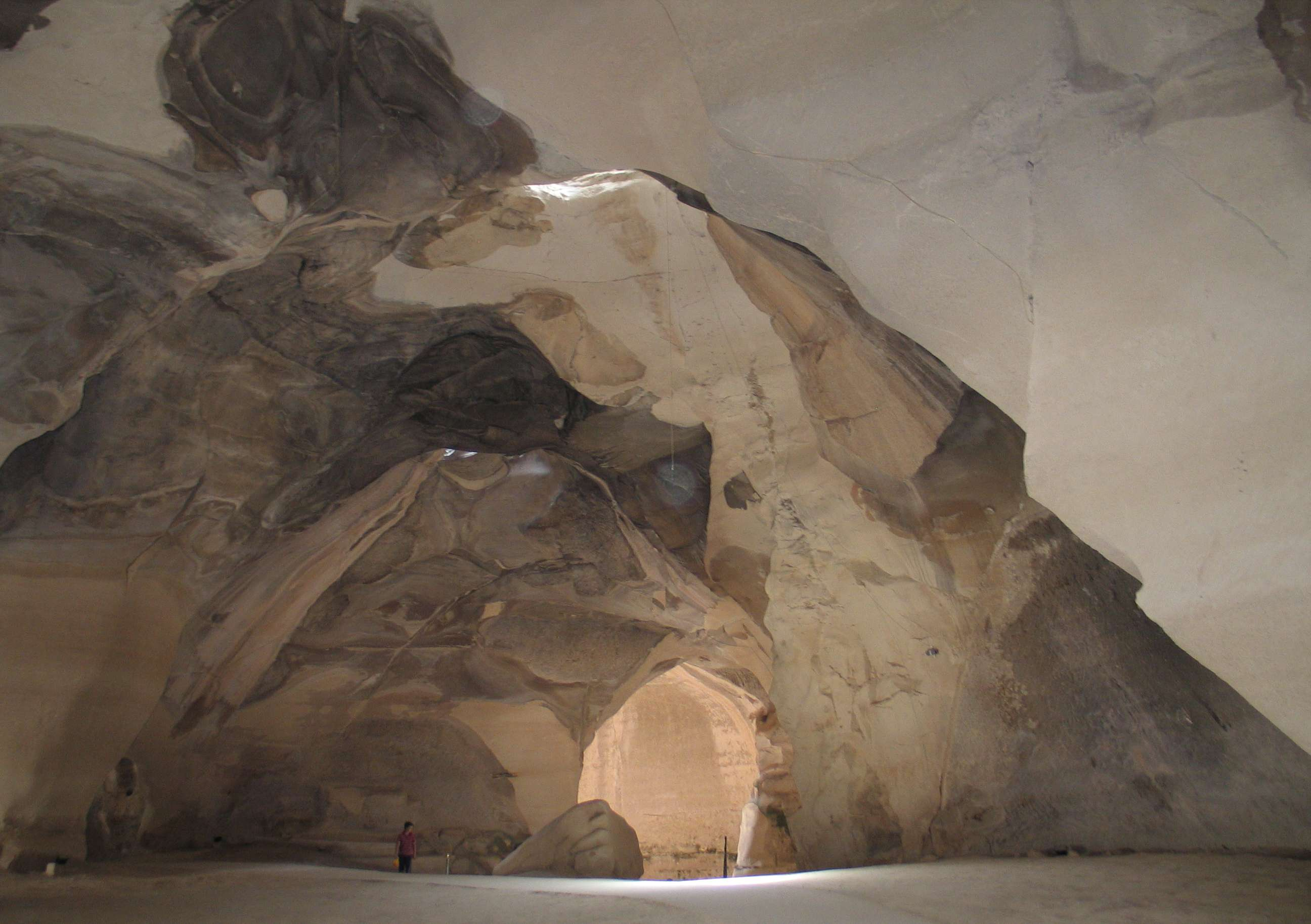
Eine der Glockenhöhlen
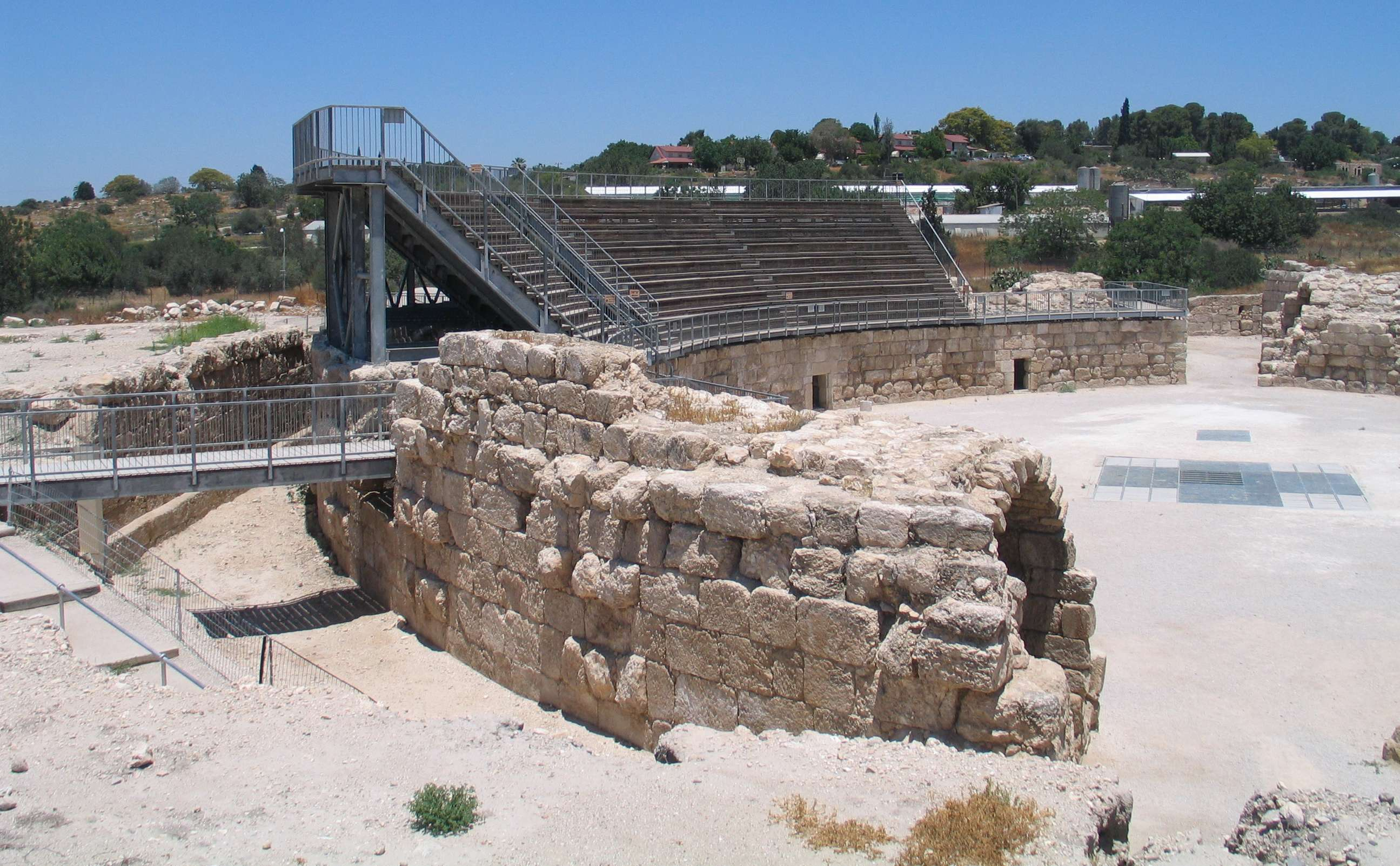
Amphitheater in Eleutheropolis
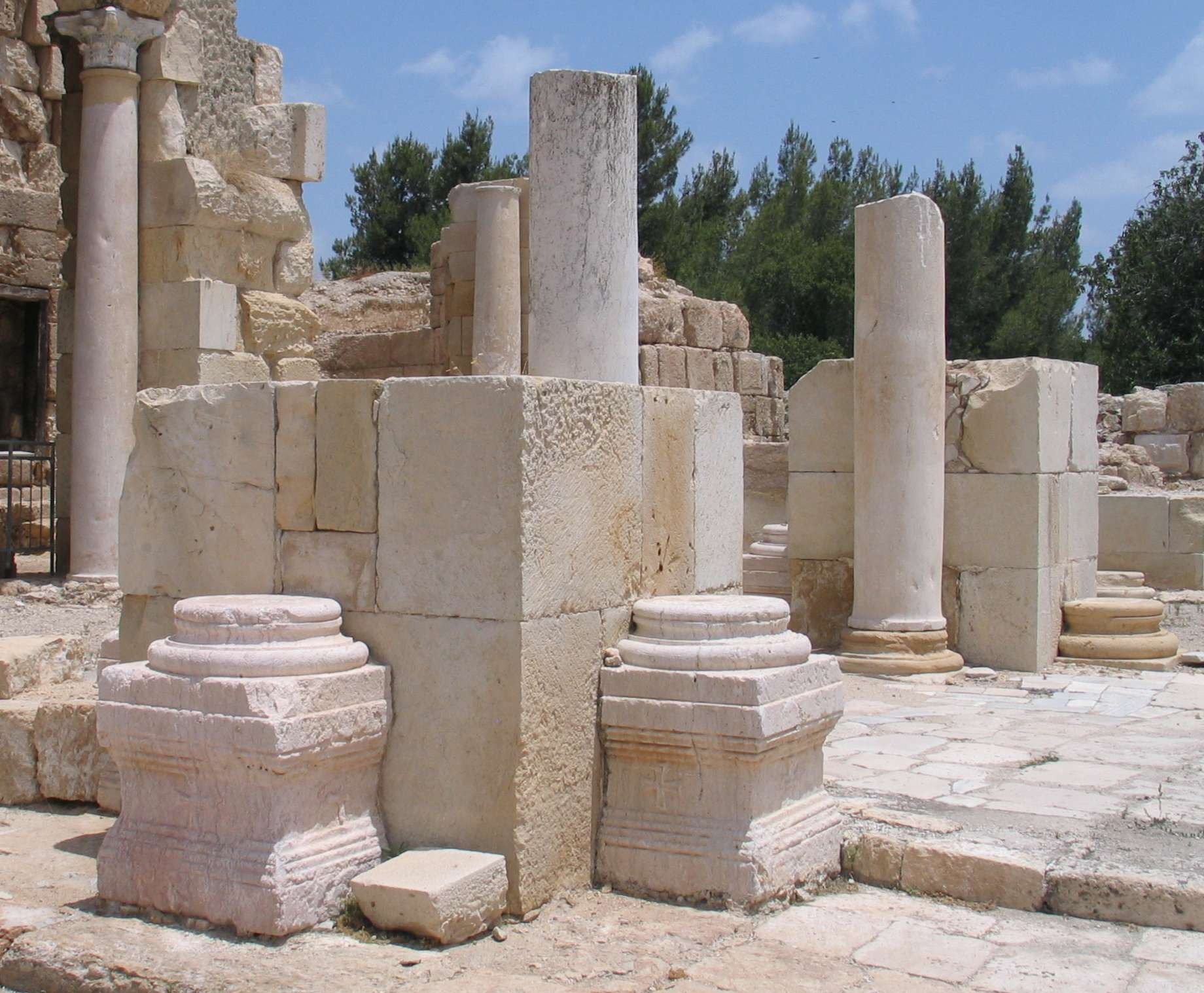
Siedlungsreste in Eleutheropolis
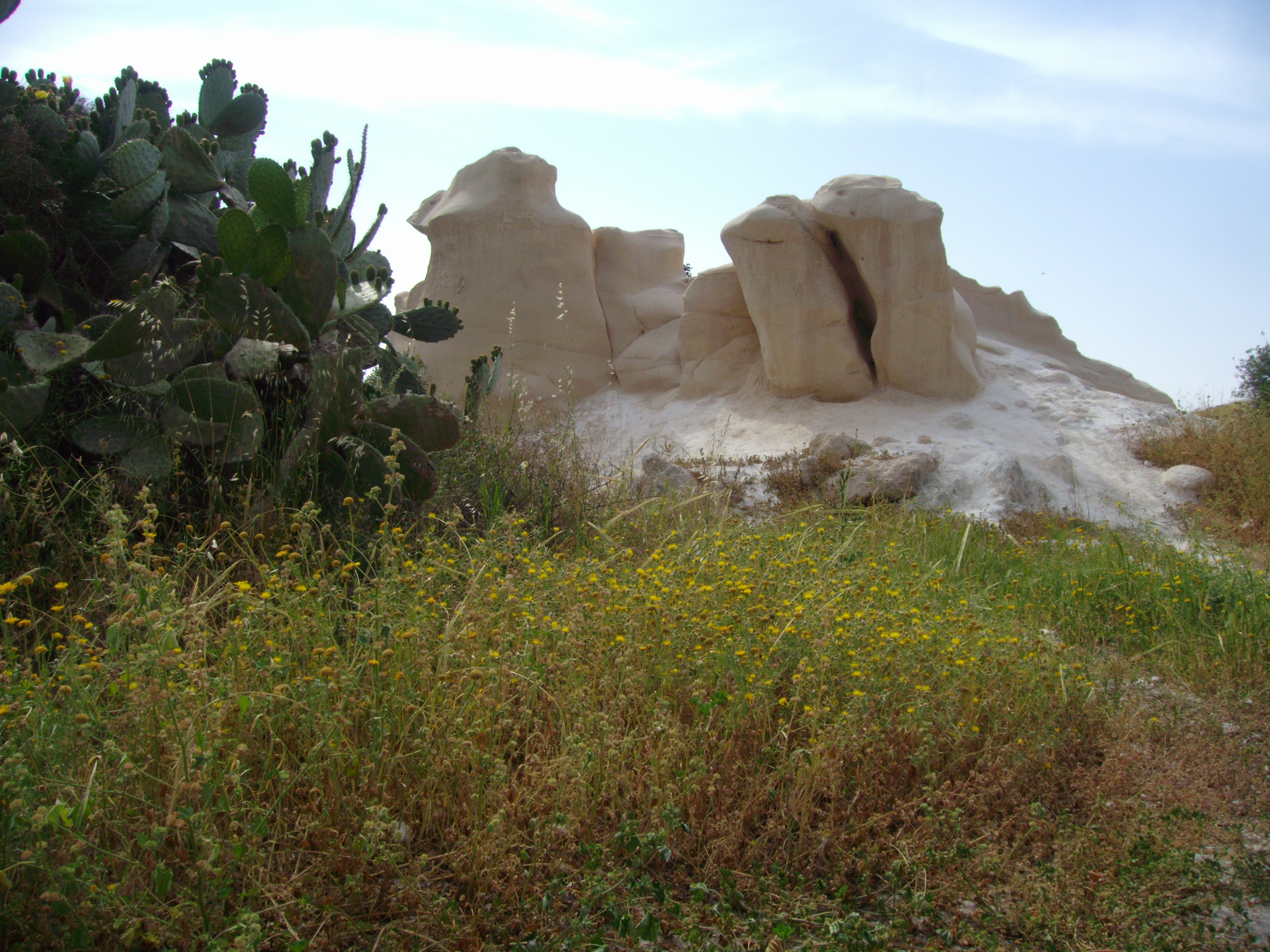
Typische Vegetation und Kalksteinfelsen im Nationalpark
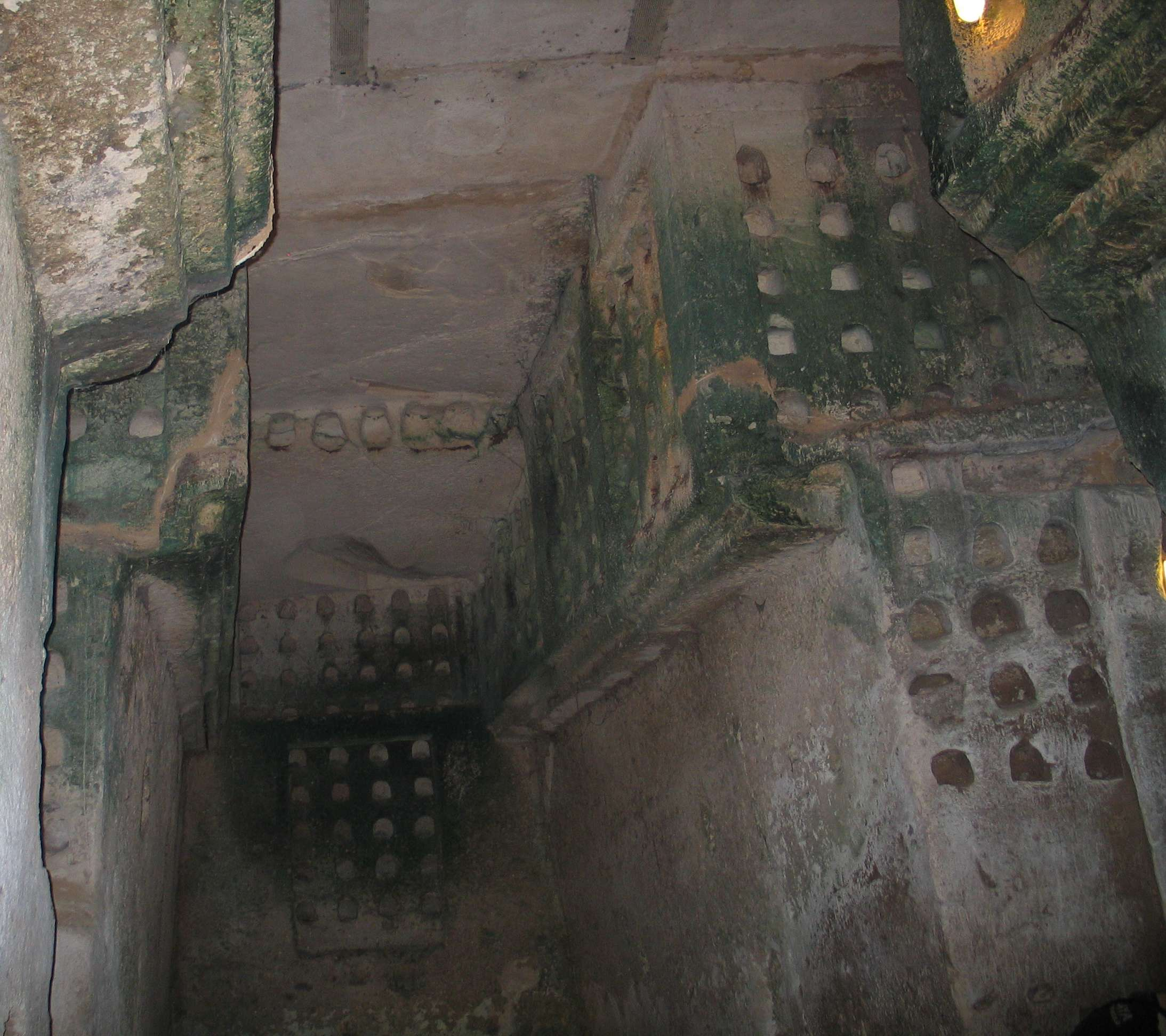
Columbarium